# Manganosit
Manganosit ist ein selten vorkommendes Mineral aus der Mineralklasse der „Oxide und Hydroxide“ mit der chemischen Zusammensetzung MnO und damit chemisch gesehen Mangan(II)-oxid.
Manganosit kristallisiert im kubischen Kristallsystem und entwickelt oktaedrische Kristalle, die in Körnern und spaltbaren Aggregaten bis zu 10 cm Größe vorkommen. Er ist bei frischen Bruch von smaragdgrüner Farbe, färbt sich an der Luft aber schnell schwarz. Die Oberflächen der in frischem Zustand durchsichtigen Kristalle zeigen einen glas- bis diamantähnlichen Glanz. Durch Verwitterung an der Luft werden diese aber mit der Zeit matt.

## Etymologie und Geschichte
Als natürliche Mineralbildung wurde das Manganoxid erstmals im Schävenholz etwa 2 km nordwestlich der Stadt Elbingerode im Harz in Sachsen-Anhalt entdeckt (vergleiche auch Elbingeröder Komplex). Die Analyse und Erstbeschreibung erfolgte durch Christoph Friedrich Jasche, der das Mineral als Grünmanganerz bezeichnete und seine Untersuchungsergebnisse 1817 in seinem Werk Kleine mineralogische Schriften vermischten Inhalts veröffentlichte. Jasche erwähnt allerdings in seiner Beschreibung auch, dass die Verbindung bereits vorher durch John und Berzelius synthetisch dargestellt werden konnte.
Als genaue Typlokalität gilt inzwischen die Grube Kaiser Franz bei Schävenholz/Elbingerode.
Seinen bis heute gültigen Mineralnamen erhielt das Mineral 1874 durch Christian Wilhelm Blomstrand, der es nach dessen Zusammensetzung benannte. Blomstrand scheint Jasches Beschreibungen zum Grünmanganerz nicht gekannt zu haben, zumindest nimmt er in seiner Publikation keinen Bezug darauf. Blomstrand verwendet für seine Analysen Material aus der Grubengemeinde Långban (Filipstad) in der Provinz Värmlands län. Dieser Fundort zählt daher als Co-Typlokalität für Manganosit.
Typmaterial des Minerals soll sich in der Mineralogischen Sammlung der Universität Breslau (Wroclaw) in Polen befinden (Inventarnummer II–1810). Dies wird allerdings durch den Typmineral-Katalog der International Mineralogical Association (IMA) nicht bestätigt.
Da der Manganosit bereits lange vor der Gründung der IMA bekannt und als eigenständige Mineralart anerkannt war, wurde dies von ihrer Commission on New Minerals, Nomenclature and Classification (CNMNC) übernommen und bezeichnet den Manganosit als sogenanntes „grandfathered“ (G) Mineral. Die seit 2021 ebenfalls von der IMA/CNMNC anerkannte Kurzbezeichnung (auch Mineral-Symbol) von Manganosit lautet „Mng“.

## Klassifikation
Bereits in der veralteten 8. Auflage der Mineralsystematik nach Strunz gehörte der Manganosit zur Mineralklasse der „Oxide und Hydroxide“ und dort zur Abteilung „Verbindungen mit M2O und MO“, wo er gemeinsam mit Bunsenit, Calciumoxid, Monteponit, Periklas und Wüstit in der „Periklas-Reihe“ mit der Systemnummer IV/A.04 steht.
In der zuletzt 2018 überarbeiteten Lapis-Systematik nach Stefan Weiß, die formal auf der alten Systematik von Karl Hugo Strunz in der 8. Auflage basiert, erhielt das Mineral die System- und Mineralnummer IV/A.04-040. Dies entspricht ebenfalls der Abteilung „Oxide mit dem Stoffmengenverhältnis Metall : Sauerstoff = 1 : 1 und 2 : 1 (M2O, MO)“, wo Manganosit zusammen mit Bunsenit, Calciumoxid, Monteponit, Murdochit, Palladinit, Periklas und Wüstit die „Periklasgruppe“ mit der Systemnummer IV/A.04 bildet.
Auch die von der International Mineralogical Association (IMA) zuletzt 2009 aktualisierte 9. Auflage der Strunz’schen Mineralsystematik ordnet den Manganosit in die Abteilung „Metall : Sauerstoff = 2 : 1 und 1 : 1“ ein. Diese ist allerdings weiter unterteilt nach dem genauen Stoffmengenverhältnis und der relativen Größe der beteiligten Kationen. Das Mineral ist hier entsprechend seiner Zusammensetzung in der Unterabteilung „Kation : Anion (M : O) = 1 : 1 (und bis 1 : 1,25); mit nur kleinen bis mittelgroßen Kationen“ zu finden, wo es zusammen mit Bunsenit, Calciumoxid, Monteponit, Periklas und Wüstit die „Periklasgruppe“ mit der Systemnummer 4.AB.25 bildet.
In der vorwiegend im englischen Sprachraum gebräuchlichen Systematik der Minerale nach Dana hat Manganosit die System- und Mineralnummer 04.02.01.03. Das entspricht ebenfalls der Klasse der „Oxide und Hydroxide“ und dort der Abteilung „Oxide“. Hier findet er sich innerhalb der Unterabteilung „Einfache Oxide mit einer Kationenladung von 2+ (AO)“ in der „Periklasgruppe (Isometrisch, Fm3m)“, in der auch Periklas, Bunsenit, Monteponit, Calciumoxid, Wüstit und Hongquiit eingeordnet sind.

## Chemismus
In der idealen, chemisch reinen, Zusammensetzung von Manganosit (MnO) besteht das Mineral aus Mangan (Mn) und Sauerstoff (O) im Stoffmengenverhältnis von 1 : 1. Dies entspricht einem Massenanteil (Gewichtsprozent) von 77,45 Gew.-% Mn und 22,55 Gew.-% O.
Bei der Analyse natürlicher Mineralproben aus Långban in Schweden fanden sich allerdings auch Fremdbeimengungen von rund 2 % in Form von 0,3 bis 0,42 Gew.-% Eisen(II)- (FeO) und Eisen(III)-oxid Fe2O3, 0,4 Gew.-% Zinkoxid (ZnO), 1,2 bis 1,71 Gew.-% Magnesiumoxid (MgO) und 0,16 Gew.-% Calciumoxid (CaO).

## Kristallstruktur

Prinzipielle Kristallstruktur von Manganosit (LimeGreen Mn, DarkGray O)

Manganosit kristallisiert in der kubischen Raumgruppe Fm3m (Raumgruppen-Nr. 225) mit dem Gitterparameter a = 4,45 Å sowie vier Formeleinheiten pro Elementarzelle. Er kristallisiert damit in der Natriumchlorid-Struktur, wobei Natrium durch Mangan und Chlor durch Sauerstoff ersetzt sind.

## Bildung und Fundorte
Manganosit bildet sich als Verwitterungsprodukt Rhodochrosit oder anderen Manganmineralen. Die Bildung geschieht durch Metamorphose unter sauerstoffarmen Bedingungen. Als Begleitminerale können unter anderem Dolomit, Franklinit, verschiedenen Minerale der Granatgruppe, Hausmannit, Manganit, Pyrochroit, Willemit und Zinkit auftreten.
Als seltene Mineralbildung konnte Manganosit nur an wenigen Orten nachgewiesen werden, wobei weltweit bisher rund 80 Vorkommen dokumentiert sind (Stand 2025). Seine Typlokalität, die Grube Kaiser Franz bei Schävenholz/Elbingerode, ist dabei der bisher einzige bekannte Fundort in Deutschland. In Schweden fand sich Manganosit außer an dessen Co-Typlokalität in der Grubengemeinde Långban noch in weiteren Gruben in der Gemeinde Filipstad in Värmland und in der Grube Garpenberg Norra am gleichnamigen Ort in der Provinz Dalarnas län.
In der Schweiz kennt man das Mineral aus dem Eisenbergwerk Gonzen bei Sargans im Kanton St. Gallen sowie vom Pipji-Gletscher bei Pipjitälli im Turtmanntal und von Sparrenflue bei Täsch im Kanton Wallis.
Die meisten Manganosit-Funde sind von der japanischen Insel Honshū bekannt. Dort sind die gefundenen Mengen auch ausreichend für einen wirtschaftlichen Abbau des Manganerzes. Bekannt ist zudem die Lausetto Mine bei San Lorenzo (Gemeinde Valdieri) in der italienischen Provinz Cuneo (Piemont), wo besonders gute Funde von Manganosit gelangen.
Weitere Fundorte liegen unter anderem in Afghanistan (Khanneshin-Komplex, Helmand), Südaustralien (Olympic Dam), Brasilien (Minas Gerais), Burkina Faso (Oudalan), Chile (Antofagasta), China (Shaanxi, Sichuan), Ghana (Tarkwa), Griechenland (Kavala), Indien (Karnataka), Iran (Yazd), Kirgisistan (Oblus Yssyk-Köl), Mexiko (Zacatlán, Puebla), Namibia (Kombat, Otjozondjupa), Russland (Krasnojarsk), der Slowakei (Košice), Tonga (Nördliches Lau-Becken), im Vereinigten Königreich (England, Wales) und den Vereinigten Staaten von Amerik (New Jersey, New Mexico, Virginia).
Auch in marinen Manganknollen vom Beljajewski-Rücken im Japanischen Meer konnte Manganosit nachgewiesen werden.

## Verwendung
Größere Manganosit-Vorkommen dienen als Rohstoff für die Gewinnung von Mangan.